# Beszédes János László
Beszédes János László / Beszédes László (Feled, 1874. augusztus 18. – Budapest, 1922. november 10.) magyar szobrász. Beszédes Kálmán (1839–1893) festő unokaöccse.

## Életpályája
Szülei a kora gyermekkorában megnyilatkozó képzőművészeti hajlamát nem nézték jó szemmel, így már 17 éves korában elkerült otthonról és saját fenntartásáról gondoskodott. Tanulmányait az iparrajziskolában folytatta; Mátrai Lajos és Vasadi Ferenc voltak neves oktatói. 1890-ben hét hónapig Konstantinápolyban élő unokabátyjánál tartózkodott, s egy bankpalota frízekkel való díszítését végezte. Visszatérése után folytatta tanulmányait nagy nélkülözések árán Bécsben, majd Münchenben és Párizsban is tanult. Utóbbi városban Alexandre Charpentier mellett dolgozott, aki segítette megélhetését. Nem bírva tovább a nélkülözést, a francia katonai térképészeti intézet gyarmatügyi részlegének szolgálatába állt, és kiküldték a francia gyarmatokra tereprajzolóként (ázsiai és afrikai területek okkupációja alkalmával). Észak-Afrika, Sziám, Tonkin és Kambodzsa vidékein egész sorozatát mintázta meg kis méretben az itt élő embertípusoknak (terrakotta, bronz). Onnan visszakerülve Brüsszelben, majd Münchenben Gustav Eberleinnél tanult s azután Bécsben Tilgner és Theodor Friedl szobrászoknál dolgozott s az utóbbitól főleg a zsáner ábrázolás irányában nyert biztatást. 1896 és 1899 között katonai kötelezettségének tett eleget. Leszerelve előbb a Hortobágyon töltött egy időt, s végül Budapesten telepedett le. A Nemzeti Szalon bemutatóin emlékezetes alkotásai: Ádám és Éva (1903); Conventio után, gipsz; Elhagyatva, gipsz; Tavasz, terracotta; Munkába, terracotta, (1905); »Itt az ebéd!«, gipsz; Hajnalban, gipsz; Öreg juhász, gipsz (1907). A Műcsarnok tárlatain 1906-tól folyamatosan szerepelt, ugyancsak kisebb zsánerszobrokkal, illetve büsztökkel. Művei közül Ambrus gazda, a Kukorica füzér és Rorátén című szobrocskáit a földmívelésügyi minisztérium vásárolta meg. 1910-ben állami bronzérmet nyert Bécsben. A Magyar Nemzeti Galéria több művét őrzi. 1923-ban a Műcsarnokban emlékkiállításon mutatták be műveit.
Az 1910-es évektől a budapesti címtárakban a Százados úti művésztelep szerepel a lakóhelyeként. Kisplasztikáiból a Zsolnay porcelángyár is többet felhasznált figurális termékeinek modelljéül.

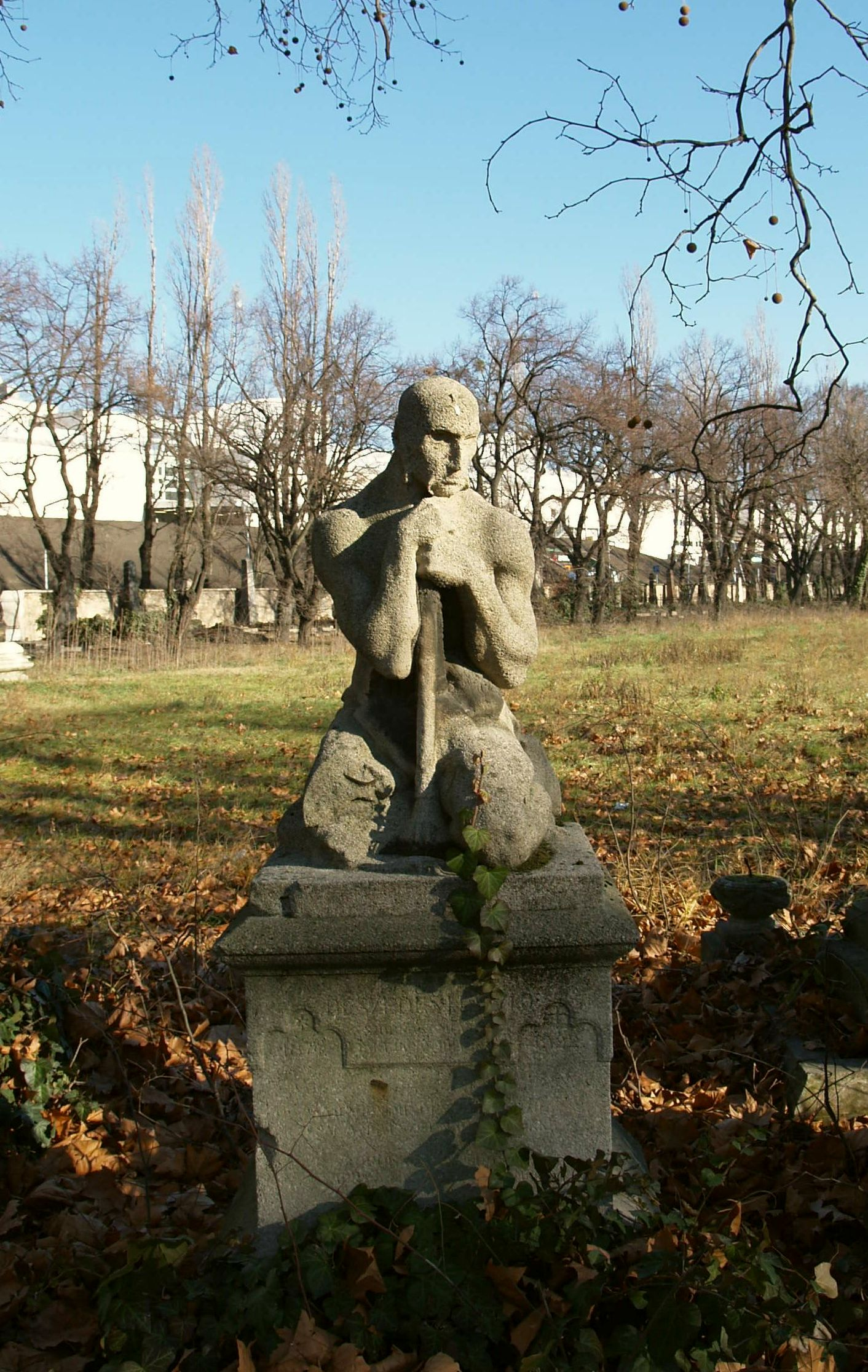
Sírja a Fiumei úti sírkertben, saját alkotása (17/2-1-13)

## Munkáiból
- József (Rabszolga), 1908, MNG
- A szultán vizéből, 1910 körül, MNG
- Ivó paraszt, 1910-es évek, MNG
- Feszty Masa fejszobra, bronz, 1911. Petőfi Irodalmi Múzeum
- Bevonulás előtt, 1913. MNG
- Toldi, 1914. MNG
- Szántó Róbert és Fennesz Rezső síremléke (Sopron, 1922) Szent Mihály utca, régi temető. Lebontva. Sila műlapja. Köztérkép.hu
- Pányvavető (Budapest, 1928) Városliget, Olof Palme sétány. Lebontva. Bognár László műlapja, Köztérkép.hu
- Eskü. I. világháborús emlékmű (Új köztemető, 3-5-6 parcellák által közrefogott területen.) Aerdna műlapja. Köztérkép.hu
- Zsolnay kerámiái az Iparművészeti Múzeum gyűjteményében: Ülő beduin nő rézüsttel, 1910 körül; Dobot tartó berber nő, 1910 körül; Török női figura (Potpourri leánya), 1921. Iparművészeti Múzeum adatbázisa